# Антоніо Негрі
Антоніо Негрі (італ. Antonio Negri; 1 серпня 1933, Падуя, Італія — 16 грудня 2023, Париж) — італійський філософ і політичний діяч, професор Падуанського університету, теоретик низки комуністичних політичних угруповань.

## Біографія
Народився 1 серпня 1933 року в італійському місті Падуя (на півночі Італії). Зробив стрімку кар'єру в Падуанському університеті. Ще в молоді роки став професором у галузі теорії держави («dottrina dello Stato»). У 1950 році починає свою активістську кар'єру як учасник католицької молодіжної організації Gioventú Italiana di Azione Cattolica (GIAC). У 1956 році приєднується до Міжнародної соціалістичної партії, членом якої був до 1963 року.
На початку 1960-х рр. Негрі бере участь в роботі видавничої групи, сформованої навколо журналу «Червоні зошити», яка багато в чому сприяла в той час відродженню марксистської теорії в Італії і перебувала поза сферою впливу офіційної компартії.
У 1969 році разом з Оресте Скальцоне і Франко Піперно, Негрі засновує ліворадикальну групу «Робітнича влада» (Potere Operaio). «Робітнича влада» була розпущена в 1973 році, поклавши початок групі «Робітнича автономія» (Autonomia Operaia).
7 квітня 1979 року в віці сорока шести років Негрі разом з іншими його соратниками заарештовує поліція за звинуваченням у тероризмі. Прокурор вважає, що «Робітнича автономія» була своєрідним «мозковим центром» лівих екстремістів і пов'язана з терористичним рухом «Червоних бригад», що влаштували в 1978 р викрадення та вбивство колишнього прем'єр-міністра Італії, лідера партії християнських демократів Альдо Моро. Також Негрі звинувачується в плануванні повалення державного ладу Італії.
У 1983 році, перебуваючи у в'язниці в очікуванні суду, Антоніо Негрі обирається депутатом італійського парламенту. Відповідно до закону, депутатський імунітет дозволяє йому покинути в'язницю, проте кілька місяців по тому парламентарії позбавляють його депутатського статусу. В результаті італійський суд першої інстанції засуджує професора до 13 років тюремного ув'язнення.
Протягом 14 років Негрі ховається від італійського правосуддя у Франції, де викладає і займається науковою діяльністю. У 1997 році добровільно повертається в Італію і до 2003 року знаходиться в римській в'язниці.

## Політичні ідеї
Серед центральних тем політичного мислення Негрі такі, як марксизм, глобалізація, демократія, неолібералізм, опір капіталістичній системі, постмодернізм та ін. 
Широко відомий як співавтор інтелектуального бестселера «Імперія» (у співавторстві з Майклом Хардтом).

### Українською
- Тоні Неґрі: «Будувати іншу сучасність» [Архівовано 19 березня 2022 у Wayback Machine.] // Спільне, 1 квітня 2009.